# Andrij Jacenko
Andrij Serhijowycz Jacenko (ukr. Андрій Сергійович Яценко; ur. 14 września 1997) – ukraiński zapaśnik startujący w stylu wolnym. Brązowy medalista mistrzostw świata w 2017. 
Srebrny medalista mistrzostw Europy w 2016. Trzeci w indywidualnym Pucharze Świata w 2020. Piąty na igrzyskach wojskowych w 2019. 
Trzeci na wojskowych MŚ w 2016. Mistrz Europy w kategorii wiekowej U-23 w 2019 i trzeci w 2017. Wicemistrz Europy juniorów w 2017 roku.